# Algurie
Algurie (von altgriechisch ἄλγος álgos, deutsch ‚Schmerz‘ und  οὖρον oûron, deutsch ‚Harn‘) ist die medizinische Bezeichnung für Schmerzen beim Wasserlassen. 
Ursachen sind meist ein (unterer) Harnwegsinfekt oder Harnblasensteine, seltener auch eine Vorsteherdrüsenentzündung (Prostatitis), ein Fremdkörper in der Harnröhre (Urethra) oder auch ein Harnblasenkarzinom.